# Allomaieta
Allomaieta, biljni rod iz tropske Amerike svrstan u porodicu melastomovki. Postoji nekoliko priznatih vrsta, sve su endemi iz Kolumbije

## Vrste
1. Allomaieta caucana Lozano
2. Allomaieta ebejicosana Lozano
3. Allomaieta grandiflora Gleason
4. Allomaieta hirsuta (Gleason) Lozano
5. Allomaieta javierbarrigae H. Mend., 2018[2]
6. Allomaieta pancurana Lozano
7. Allomaieta pterocalycina J.S.Murillo & H.David
8. Allomaieta strigosa (Gleason) Lozano, 2021.
9. Allomaieta villosa (Gleason) Lozano
10. Allomaieta zenufanasana Lozano

## Sinonimi
- Cyphostyla Gleason